# Zawór do dozowania próbek gazów

Schemat konstrukcji zaworu sześciodrożnego

Zawór do dozowania próbek gazów – wielodrożny zawór, umożliwiający dozowanie do kolumny chromatograficznej próbek badanego gazu, który wypełnia zewnętrzne „pętle” o znanej pojemności (elementy wymienne). Stosowanie zaworów z pętlami jest metodą umożliwiającą dużą powtarzalność wyników, czego nie zapewniają iniekcje gazów strzykawkami chromatograficznymi przez membranę dozownika. 
Zmiany ustawienia zaworów wielodrożnych mogą być sterowane automatycznie, co pozwala na wykorzystywanie tych zaworów np. w systemach monitorowania i regulacji procesów przemysłowych lub laboratoryjnych. Analogiczne zawory są stosowane w automatycznych dozownikach próbek do chromatografów cieczowych i innych analizatorów.

## Budowa zaworów
Współcześnie stosowane zawory składają się zwykle z dwóch wzajemnie obracających się części, wykonanych z chemicznie, mechanicznie i termicznie odpornych tworzyw, np. teflonu. W zewnętrznym pierścieniu znajdują się otwory, w których są montowane rurki doprowadzające i odprowadzające strumienie gazów. Na rynku są dostępne zawory o różnej liczbie „portów”, np. 6, 10, 22. W chromatografii gazowej najbardziej popularne są zawory sześciodrożne: wlot i wylot gazu nośnego, wlot i wylot gazu badanego oraz dwa króćce, do których jest dołączana „pętla” – rurka o długości i wewnętrznej średnicy zależnej od rodzaju wykonywanego zadania (np. od stężenia analitów). 

## Dozowanie próbek do chromatografu gazowego z użyciem pętli

Ustawienia zaworu sześciodrożnego

Popularny w chromatografii gazowej sposób pobierania próbek i ich dozowania do kolumny polega na stosowaniu zaworu sześciodrożnego, umieszczonego w termostatowanej komorze chromatografu i ustawianego z zewnątrz (ręcznie lub automatycznie) na przemian w dwóch położeniach. 
Ustawienie A (pobieranie próbki):
Gaz nośny przepływa przez jeden krótki kanalik wewnątrz zaworu, po czym wpływa do kolumny chromatograficznej, gdzie zachodzi chromatograficzne rozdzielanie składników wprowadzonych do kolumny w poprzednim cyklu. W tym czasie przez dwa pozostałe kanaliki, połączone pętlą o znanej pojemności, przepływa strumień gazu, z którego ma być pobrana próbka do analizy. Dochodzi do stanu równowagi między gazem i ściankami przewodów (proces kondycjonowania wnętrza zaworu i pętli).  
Ustawienie B (dozowanie próbki):
Gaz nośny przepływa przez pętlę i przenosi do kolumny jej zawartość. Strumień gazu badanego omija zawór (płynie przez jeden kanalik wewnątrz zaworu).